# زاميا فيشرية
زاميا فيشرية (الاسم العلمي: Zamia fischeri) هي نوع من النباتات تتبع جنس الزاميا من الفصيلة الزامية.